# Iglesia de Hvalsey
La Iglesia de Hvalsey (en danés: Hvalsø Kirke) son las ruinas de una antigua iglesia escandinava, que se sitúa en el fiordo de Hvalsey (Qaqortukulooq), no lejos de Qaqortoq, la ciudad más grande del sur de Groenlandia.

## Características
La arquitectura parece muy relacionada con edificios nórdicos similares durante el siglo XIV. La iglesia se encuentra en la región que los nórdicos llamaron Eystribygð, el Asentamiento Oriental, cuando los vikingos se establecieron en Groenlandia, en torno al año 985. Hay entierros bajo los muros de esta iglesia desde las primeras fases de uso, pero las iglesias antiguas no han sido identificadas en este sitio. La iglesia Hvalsey se menciona en varios documentos finales como una de las iglesias parroquiales entre los siglos X y XIV en el asentamiento oriental. La iglesia todavía estaba en uso en 1408.